# Miranda (hold)
A Miranda az Uránusz bolygó legkisebb és egyben a bolygóhoz legközelebbi holdja a bolygó öt legnagyobb holdja közül. Gerard Kuiper fedezte fel 1948. február 16-án a Mcdonald Observatory-ban. A holdat William Shakespeare: A vihar című művének Mirandája után nevezték el. Másik neve az Uránusz V. 
Az első fotókat a Voyager–2 űrszonda küldte róla még 1986-ban, mikor az Uránusz mellett haladt el. A felvételek készítésének idején egyedül a déli féltekét világította meg a Nap fénye, ezért ez az egyetlen tanulmányozott része felszínének. Felszíni képződményei alapján a Miranda mutatta a legtöbb geológiai aktivitást a múltban az Uránusz-holdak közül.

## Fizikai jellemzői
A Miranda felszíne túlnyomórészt vízjégből áll, míg az alsóbb rétegekben alacsony sűrűségű szilikátok és szerves vegyületek találhatók. A hold több részre töredezett felszíne jól mutatja ezen égitest korábbi geológiai aktivitásának mértékét, melyeket a felszínen futó töredezett szabású kanyonok is alátámasztanak. Nagy "versenypálya-szerű" barázdált formák is előfordulnak a felszínen – melyek neve coronae –, amelyekből forró jégforrások törnek fel. A kanyonok a felszínen futó törésvonalak nyomvonalait jelölik. Más alakzatok a jégvulkanikus tevékenység miatt alakultak ki. 
Korábban úgy gondolták, hogy a hold felszínének kialakításáért elsősorban az árapály jelenség tehető felelőssé, amikor is a keringés jóval excentrikusabb, mint más időszakokban. Mivel a hold az Ariel nevű Uránusz-holddal kölcsönös rezonanciában van, ezért ez is felelőssé tehető az árapály jelenségek felszínformáló munkájáért, illetve az égitest belső hőmérséklet emelkedéséért.
A tudósok több geológiai képződményt is azonosítottak a hold felszínén, melyek:
- becsapódási kráterek
- coronae
- sziklák
- sulci (hosszan elnyúló völgyek egy hold felszínén)

## Fordítás
Ez a szócikk részben vagy egészben  a   Miranda (moon) című angol Wikipédia-szócikk ezen változatának fordításán alapul.  Az eredeti cikk szerkesztőit annak laptörténete sorolja fel. Ez a jelzés csupán a megfogalmazás eredetét és a szerzői jogokat jelzi, nem szolgál a cikkben szereplő információk forrásmegjelöléseként.